# Uaru amphiacanthoides
Uaru amphiacanthoides, tên thường gọi là cá rô phi tam giác hay Uaru, là một loài cá nước ngọt nhiệt đới thuộc chi Uaru trong họ Cá hoàng đế. Loài này được mô tả lần đầu tiên vào năm 1840.

## Phân bố và môi trường sống
U. amphiacanthoides được tìm thấy ở lưu vực sông Amazon thuộc khu vực Nam Mỹ. U. amphiacanthoides ưa sống ở những vùng nước nông (thường khoảng 5 m trở lại) và có các tán cây che dọc bờ sông, hồ, hoặc đầm lầy; môi trường nước sinh sống có độ pH vào khoảng 5,0 - 7,0, độ cứng khoảng 5 - 12 và nhiệt độ từ 26 đến 28 °C.

## Mô tả
U. amphiacanthoides trưởng thành có thể dài khoảng 25 – 30 cm, nặng trung bình khoảng 445 gam. U. amphiacanthoides có thân màu xám bạc hoặc màu ô liu, với một đốm hình giọt nước màu nâu sậm ở một bên thân. Ngoài ra, U. amphiacanthoides còn có một đốm màu nâu sậm ở ngay mắt và cuống đuôi. Mắt có màu vàng cam. Tới mùa giao phối, đốm thân trở nên lớn hơn và chuyển thành màu đen, chỉ có một ít màu nâu hoặc xám ngoài rìa; lúc này mắt của chúng có màu đỏ cam rất sáng.
Cá mới lớn có màu sáng hơn và xuất hiện lốm đốm những chấm màu trắng. Một khu vực sẽ phát triển thành "đốm giọt nước" khi chúng đạt tới chiều dài 8 – 10 cm. Cá bố và cá mẹ đều có tập tính bảo vệ trứng và cá bột.
Thức ăn chủ yếu của loài này là rong rêu, lá cây và các sinh vật phù du.
U. amphiacanthoides được nuôi làm cảnh trong các bể cá. Chúng có tuổi thọ 8 - 10 năm khi được chăm sóc đúng cách.